# Touria Jebrane Kryatif
Pour les articles homonymes, voir Touria.
Touria Jabrane Kraytif (née Saadia Kraytif le 16 octobre 1952 à Casablanca et morte le 24 août 2020 dans la même ville) est une actrice et femme politique marocaine. Elle a été ministre de la Culture dans le Gouvernement Abbas El Fassi.

## Biographie
Touria Jebrane Kraytif a effectué ses études primaires à Casablanca, et est diplômée du Conservatoire national du ministère d'État chargé des affaires culturelles et de l'enseignement originel.
En 1972, elle monte sur les planches au sein de la troupe Masra Ennas (le théâtre des gens), en compagnie de Tayeb Saddiki,. En dehors du théâtre, elle travaille également comme comédienne  pour la télévision marocaine, et pour le cinéma. Elle interprète son premier rôle au cinéma en 1978, sous la direction de Mustapha Akkad, dans le film Omar Al Mokhtar. Elle intervient dans bien d'autres films, notamment Titre provisoire de Mustapha Derkaoui en 1982, Bamou de Driss Mrini, également sorti en 1982, ou encore Noura de Driss Kettani en 1983
En 1987, elle anime avec son mari, Abdelouahed Ouzri, la troupe Masrah Alyaoum (Théâtre d'Aujourd'hui),. Elle est également membre fondatrice d'organisations humanitaires et de droit de l'homme. 
Nommée ministre en 2007, elle réforme le fonds de soutien au théâtre, tente d'encourager la lecture, propose de boycotter le salon du livre à Paris en 2008, Israël en étant l'invité d'honneur, et instaure une fête de la musique, mais avec un agrément des artistes par les autorités locales. Le 29 juillet 2009, souffrant de problèmes de santé, elle est remplacée dans son poste par Bensalem Himmich, nouvel arrivant dans le gouvernement Abbas El Fassi.

## Décorations
- Commandeure de l'ordre du Trône, distinction remise par le roi Hassan II
- Chevalière de l'ordre des Arts et des Lettres
- Médaille de vermeil de l'Académie des Arts-Sciences-Lettres[Quoi ?].